# Acacia dallachiana
Acacia dallachiana är en ärtväxtart som beskrevs av Ferdinand von Mueller. Acacia dallachiana ingår i släktet akacior, och familjen ärtväxter. Inga underarter finns listade i Catalogue of Life.